# Phuphena contricta
Phuphena contricta är en fjärilsart som beskrevs av Paul Dognin 1912. Phuphena contricta ingår i släktet Phuphena och familjen nattflyn. Inga underarter finns listade i Catalogue of Life.